# Glaciar McClary
El glaciar McClary (del inglés: McClary Glacier) es un glaciar de la Antártida que se encuentra al este de la bahía Margarita, frente al islote Barry, en la península Antártica.
El glaciar forma un valle que junto al glaciar Uspallata forman una pared de hielo de 12 kilómetros que se extiende desde cabo Calmette hasta la punta Cuatro Romano. El espesor del hielo en esta pared varía entre 80 y 200 m.
A diferencia del glaciar Uspallata, el glaciar McClary mostró un avance durante el siglo XX.